# Peridis
Peridis (castellà: José María Pérez González)  (Cabezón de Liébana, 28 de setembre de 1941) és un arquitecte, dibuixant, humorista i escriptor espanyol.
Una vinyeta seva al diari el País després de l'atemptat a Barcelona de l'agost de 2017 on feia referència als fets ocorreguts juntament amb el procés independentista va provocar una gran polèmica.